# Такакия
Такакия (лат. Takakia) — род настоящих мхов, единственный род семейства Такакиевые (Takakiaceae), порядка Такакиевые (Takakiales) и класса Такакиевые мхи (Takakiopsida).

## Распространение
Ареал рода охватывает юг, юго-восток и восток Азии (Гималаи, Япония, Калимантан), а также Тихоокеанское побережье Северной Америки.

## История исследований и биологическое описание
В 1861 году ботаник Mitten открыл в Гималаях растение, которое он описал как новый вид печёночных мхов в составе рода Лепидозия (Lepidozia), назвав его Lepidozia ceratophylla. Видовой эпитет в этом названии образован от греческого слова keras (родительный падеж keratos) — «рог» или «рожок».
Стебли такакии тонкие, вытянутые. На них находятся листовидные образования, каждое из которых состоит из двух или четырёх сегментов, округлых на поперечном срезе. Эти сегменты по своему анатомическому строению похожи на мелкие побеги.
Высота растений составляет примерно 1 см, листообразные образования имеют длину около 1 мм.
В 1958 году в журнале Journal of the Hattori Botanical Laboratory была опубликована статья «Preliminary report on Takakia lepidozioides» японских бриологов Синске Хаттори (Sinske Hattori) и Хироси Иноуэ (англ. Hiroshi Inoue), в ней они описали новый вид мхов, выделив его по причине существенного числа особенностей в отдельный род Takakia. Род был ими назван в честь доктора Нориво Такаки (Noriwo Takaki, 1915—2006), японского бриолога, который внёс большой вклад в исследования растений этого вида. Вид Lepidozia ceratophylla был позже включён бриологом Grolle в новый род под названием Takakia ceratophylla.
Растения такакии, которые встречаются в природе, в большинстве случаев не имеют каких-либо репродуктивных структур, а потому определить близость их к какой-либо группе было затруднительно. Когда наконец были обнаружены растения с архегониями (женскими органами полового размножения), было определено, что эти органы по своему строению близки аналогичным органам мхов.
Архегонии расположены по всей поверхности стебля без определённого порядка.
Антеридии (мужские органы полового размножения) и спорогоны (спорофиты, диплоидное бесполое поколение) у такакии до последнего времени были неизвестны и таксономическое положение рода длительное время было неопределённым; обычно такакию включали в состав печёночных мхов и, исходя из строения гаметофита, род рассматривался как один из наиболее примитивных листостебельных печёночников. Впервые антеридии и спорофиты такакии были описаны в 1993 году на Алеутских островах; строение как антеридиев, так и спорофитов показало близость такакии к наиболее примитивным настоящим мхам, после род был перемещён в этот отдел, несмотря на свою непохожесть на других представителей этого таксона.
Мхи рода Такакия относятся к растениям с крайне малым числом хромосом: n = 4 или 5.

## Виды
Род состоит из двух видов:
- Takakia ceratophylla (Mitt.) Grolle — Такакия роголистная, или Такакия рожковолистная. Ареал вида — Китай, Гималаи (индийский штат Сикким), Непал, Аляска.
- Takakia lepidozioides S.Hatt. & Inoue. (1958) — Такакия лепидозиевидная; видовой эпитет образован от названия другого рода печёночных мхов — Lepidozia (Лепидозия). Ареал вида — север острова Калимантан, Тайвань, Непал, Япония, Алеутские острова, а также канадская провинция Британская Колумбия.